# Cyclosa tapetifaciens
Cyclosa tapetifaciens là một loài nhện trong họ Araneidae.
Loài này thuộc chi Cyclosa. Cyclosa tapetifaciens được miêu tả năm 1932 bởi Hingston.